# Дамари ан Пизај
Дамари ан Пизај (фр. Dammarie-en-Puisaye) је насељено место у Француској у региону Центар, у департману Лоаре.
По подацима из 2011. године у општини је живело 183 становника, а густина насељености је износила 7,07 становника/km².

## Демографија
| 1962. | 1968. | 1975. | 1982. | 1990. | 2011. |
| ----- | ----- | ----- | ----- | ----- | ----- |
| 279   | 236   | 206   | 176   | 181   | 183   |